# Stamboom Juliana van Stolberg
| Stamboom Juliana van Stolberg (1506-1580) | Stamboom Juliana van Stolberg (1506-1580)                                                   | Stamboom Juliana van Stolberg (1506-1580)                                                   | Stamboom Juliana van Stolberg (1506-1580)                                                   | Stamboom Juliana van Stolberg (1506-1580) | Stamboom Juliana van Stolberg (1506-1580)                                                   | Stamboom Juliana van Stolberg (1506-1580)                                                   | Stamboom Juliana van Stolberg (1506-1580)                                                   | Stamboom Juliana van Stolberg (1506-1580)                                                   | Stamboom Juliana van Stolberg (1506-1580)                                                   | Stamboom Juliana van Stolberg (1506-1580)                                                   | Stamboom Juliana van Stolberg (1506-1580)                                                   | Stamboom Juliana van Stolberg (1506-1580)                                                   | Stamboom Juliana van Stolberg (1506-1580)                                                   | Stamboom Juliana van Stolberg (1506-1580)                                                   | Stamboom Juliana van Stolberg (1506-1580)                                                   | Stamboom Juliana van Stolberg (1506-1580)                                                   | Stamboom Juliana van Stolberg (1506-1580)                                                   | Stamboom Juliana van Stolberg (1506-1580)                                                   |
| ----------------------------------------- | ------------------------------------------------------------------------------------------- | ------------------------------------------------------------------------------------------- | ------------------------------------------------------------------------------------------- | --- | ------------------------------------------------------------------------------------------- | ------------------------------------------------------------------------------------------- | ------------------------------------------------------------------------------------------- | ------------------------------------------------------------------------------------------- | ------------------------------------------------------------------------------------------- | ------------------------------------------------------------------------------------------- | ------------------------------------------------------------------------------------------- | ------------------------------------------------------------------------------------------- | ------------------------------------------------------------------------------------------- | ------------------------------------------------------------------------------------------- | ------------------------------------------------------------------------------------------- | ------------------------------------------------------------------------------------------- | ------------------------------------------------------------------------------------------- | ------------------------------------------------------------------------------------------- |
| Grootouders                               | Heinrich van Stolberg (1436-1511) x ca.1452 Mathilda Margarethe van Mansfeld (ca.1440-1469) | Heinrich van Stolberg (1436-1511) x ca.1452 Mathilda Margarethe van Mansfeld (ca.1440-1469) | Heinrich van Stolberg (1436-1511) x ca.1452 Mathilda Margarethe van Mansfeld (ca.1440-1469) | Heinrich van Stolberg (1436-1511) x ca.1452 Mathilda Margarethe van Mansfeld (ca.1440-1469)                                                                                          | Heinrich van Stolberg (1436-1511) x ca.1452 Mathilda Margarethe van Mansfeld (ca.1440-1469) | Heinrich van Stolberg (1436-1511) x ca.1452 Mathilda Margarethe van Mansfeld (ca.1440-1469) | Heinrich van Stolberg (1436-1511) x ca.1452 Mathilda Margarethe van Mansfeld (ca.1440-1469) | Heinrich van Stolberg (1436-1511) x ca.1452 Mathilda Margarethe van Mansfeld (ca.1440-1469) | Heinrich van Stolberg (1436-1511) x ca.1452 Mathilda Margarethe van Mansfeld (ca.1440-1469) | Philipp van Eppstein (ca.1445-ca.1481) x 1473 Louise van de Mark Arenberg (ca.1455-ca.1524) | Philipp van Eppstein (ca.1445-ca.1481) x 1473 Louise van de Mark Arenberg (ca.1455-ca.1524) | Philipp van Eppstein (ca.1445-ca.1481) x 1473 Louise van de Mark Arenberg (ca.1455-ca.1524) | Philipp van Eppstein (ca.1445-ca.1481) x 1473 Louise van de Mark Arenberg (ca.1455-ca.1524) | Philipp van Eppstein (ca.1445-ca.1481) x 1473 Louise van de Mark Arenberg (ca.1455-ca.1524) | Philipp van Eppstein (ca.1445-ca.1481) x 1473 Louise van de Mark Arenberg (ca.1455-ca.1524) | Philipp van Eppstein (ca.1445-ca.1481) x 1473 Louise van de Mark Arenberg (ca.1455-ca.1524) | Philipp van Eppstein (ca.1445-ca.1481) x 1473 Louise van de Mark Arenberg (ca.1455-ca.1524) | Philipp van Eppstein (ca.1445-ca.1481) x 1473 Louise van de Mark Arenberg (ca.1455-ca.1524) |
| Ouders                                    | Botho van Stolberg (1467-1538) x 1500 Anna van Eppstein-Königstein (ca.1482-1538)           | Botho van Stolberg (1467-1538) x 1500 Anna van Eppstein-Königstein (ca.1482-1538)           | Botho van Stolberg (1467-1538) x 1500 Anna van Eppstein-Königstein (ca.1482-1538)           | Botho van Stolberg (1467-1538) x 1500 Anna van Eppstein-Königstein (ca.1482-1538) | Botho van Stolberg (1467-1538) x 1500 Anna van Eppstein-Königstein (ca.1482-1538)           | Botho van Stolberg (1467-1538) x 1500 Anna van Eppstein-Königstein (ca.1482-1538)           | Botho van Stolberg (1467-1538) x 1500 Anna van Eppstein-Königstein (ca.1482-1538)           | Botho van Stolberg (1467-1538) x 1500 Anna van Eppstein-Königstein (ca.1482-1538)           | Botho van Stolberg (1467-1538) x 1500 Anna van Eppstein-Königstein (ca.1482-1538)           | Botho van Stolberg (1467-1538) x 1500 Anna van Eppstein-Königstein (ca.1482-1538)           | Botho van Stolberg (1467-1538) x 1500 Anna van Eppstein-Königstein (ca.1482-1538)           | Botho van Stolberg (1467-1538) x 1500 Anna van Eppstein-Königstein (ca.1482-1538)           | Botho van Stolberg (1467-1538) x 1500 Anna van Eppstein-Königstein (ca.1482-1538)           | Botho van Stolberg (1467-1538) x 1500 Anna van Eppstein-Königstein (ca.1482-1538)           | Botho van Stolberg (1467-1538) x 1500 Anna van Eppstein-Königstein (ca.1482-1538)           | Botho van Stolberg (1467-1538) x 1500 Anna van Eppstein-Königstein (ca.1482-1538)           | Botho van Stolberg (1467-1538) x 1500 Anna van Eppstein-Königstein (ca.1482-1538)           | Botho van Stolberg (1467-1538) x 1500 Anna van Eppstein-Königstein (ca.1482-1538)           |
| Juliana van Stolberg (1506-1580)          |                                                                                             |                                                                                             |                                                                                             | |                                                                                             |                                                                                             |                                                                                             |                                                                                             |                                                                                             |                                                                                             |                                                                                             |                                                                                             |                                                                                             |                                                                                             |                                                                                             |                                                                                             |                                                                                             |                                                                                             |
| Gehuwd met                                | x 1523 Filips II van Hanau-Munzenberg (1501-1529)                                           | x 1531 Willem van Nassau-Dillenburg (1487-1559) Willem de Rijke                             | x 1531 Willem van Nassau-Dillenburg (1487-1559) Willem de Rijke                             | x 1531 Willem van Nassau-Dillenburg (1487-1559) Willem de Rijke | x 1531 Willem van Nassau-Dillenburg (1487-1559) Willem de Rijke                             | x 1531 Willem van Nassau-Dillenburg (1487-1559) Willem de Rijke                             | x 1531 Willem van Nassau-Dillenburg (1487-1559) Willem de Rijke                             | x 1531 Willem van Nassau-Dillenburg (1487-1559) Willem de Rijke                             | x 1531 Willem van Nassau-Dillenburg (1487-1559) Willem de Rijke                             | x 1531 Willem van Nassau-Dillenburg (1487-1559) Willem de Rijke                             | x 1531 Willem van Nassau-Dillenburg (1487-1559) Willem de Rijke                             | x 1531 Willem van Nassau-Dillenburg (1487-1559) Willem de Rijke                             | x 1531 Willem van Nassau-Dillenburg (1487-1559) Willem de Rijke                             | x 1531 Willem van Nassau-Dillenburg (1487-1559) Willem de Rijke                             | x 1531 Willem van Nassau-Dillenburg (1487-1559) Willem de Rijke                             | x 1531 Willem van Nassau-Dillenburg (1487-1559) Willem de Rijke                             | x 1531 Willem van Nassau-Dillenburg (1487-1559) Willem de Rijke                             | x 1531 Willem van Nassau-Dillenburg (1487-1559) Willem de Rijke                             |
| Kinderen                                  | 5 kinderen (waaronder 3 zonen)                                                              | Willem I (1533-1584) Willem de Zwijger                                                      | Willem I (1533-1584) Willem de Zwijger                                                      | Willem I (1533-1584) Willem de Zwijger | Willem I (1533-1584) Willem de Zwijger                                                      | Hermanna (1534-?)                                                                           | Jan VI (1536-1606) Jan de Oude                                                              | Jan VI (1536-1606) Jan de Oude                                                              | Jan VI (1536-1606) Jan de Oude                                                              | Lodewijk (1538-1574)                                                                        | Maria (1539-1599) x Willem IV van den Bergh                                                 | Adolf (1540-1568)                                                                           | Anna (1541-?)                                                                               | Elisabeth (1542-?)                                                                          | Catharina (1543-1624) x 1560 Günther XLI van Schwarzburg-Arnstadt                           | Juliana (1546-?)                                                                            | Magdalena (1547-?)                                                                          | Hendrik (1550-1574)                                                                         |
| Kinderen                                  | 5 kinderen (waaronder 3 zonen)                                                              | x 1551 Anna van Buren (1533-1558)                                                           | x 1561 Anna van Saksen (1544-1577)                                                          | x 1575 Charlotte de Bourbon (1547-1582) | x 1583 Louise de Coligny (1555-1620)                                                        | Hermanna (1534-?)                                                                           | x Elisabeth van Leuchtenberg (1537-1579)                                                    | Cunigonda van der Palts (1556-1586)                                                         | Johannetta van Sayn-Wittgenstein (1561-1622)                                                | Lodewijk (1538-1574)                                                                        | Maria (1539-1599) x Willem IV van den Bergh                                                 | Adolf (1540-1568)                                                                           | Anna (1541-?)                                                                               | Elisabeth (1542-?)                                                                          | Catharina (1543-1624) x 1560 Günther XLI van Schwarzburg-Arnstadt                           | Juliana (1546-?)                                                                            | Magdalena (1547-?)                                                                          | Hendrik (1550-1574)                                                                         |
| Kleinkinderen                             | ?                                                                                           | Maria (1553-1554) Philips Willem (1554-1618) Maria (1556-1616)                              | Anna (1562-1588) Maurits (1564-1566) Maurits (1567-1625) Emilia (1569-1629)                 | Louise Juliana (1576-1644) Maria Elisabeth (1577-1642) Catharina Belgica (1578-1648) Charlotte Flandrina (1579-1640) Charlotte Brabantina (1580-1631) Emilia Antwerpiana (1581-1657) | Frederik Hendrik (1584-1647)                                                                | ?                                                                                           | Willem Lodewijk (1560-1620) Johan VII ‘de Middelste’ (1561-1623) Ernst Casimir (1573-1632)  | ?                                                                                           | ?                                                                                           | -                                                                                           | ?                                                                                           | -                                                                                           | ?                                                                                           | ?                                                                                           | ?                                                                                           | ?                                                                                           | ?                                                                                           | -                                                                                           |